# Eddie Tickner
Eddie Tickner (* 18. Oktober 1927; † 2. Mai 2006 in Tucson, Arizona, USA) war ein US-amerikanischer Musikproduzent, Verleger und Manager, der durch seine Zusammenarbeit mit der Folkrock-Band The Byrds bekannt wurde.

## Leben
Tickner arbeitete als Buchhalter, bis er in den frühen 1960er Jahren die Folksängerin Odetta kennenlernte und ihr Manager wurde. Mit Jim Dickson gründete er 1963 den Musikverlag Tickson Music. Er selbst war verantwortlich für die Finanzen und Dickson für die Musik. Das erste Lied, das Tickson Music veröffentlichte, war Get Together von Dino Valenti, ein Verkaufserfolg, dessen Rechte der Verlag jedoch kurze Zeit später gezwungen war zu verkaufen. Durch frühe Aufnahmen mit David Crosby wurden Tickner und Dickson 1965 die Manager der Byrds und von dessen Sänger Gene Clark, als dieser 1966 eine Solokarriere begann. 1967 wechselten die Byrds und Clark zu Larry Spector, dem Manager des US-Filmschauspielers Peter Fonda.
Tickner und Dickson wurden 1969 von Ex-Byrd Chris Hillman gebeten, die Flying Burrito Brothers zu managen, kurz bevor Gram Parsons die Gruppe verließ. Im gleichen Jahr stellte Tickner der Band den Sänger und Songschreiber Rick Roberts als Ersatz vor.
Als Gram Parsons 1971 aus England in die USA zurückkehrte, übernahm Tickner sein Management. Er engagierte für dessen erstes Soloalbum GP Mitglieder der Begleitband von Elvis Presley. Nach Parsons’ Tod 1973 verhalf Tickner der Sängerin Emmylou Harris zu einem erfolgreichen Karrierestart und managte so verschiedene Künstler wie Etta James und die 1974 wieder gegründeten Flying Burrito Brothers.
Noch 2006, kurz vor seinem Tod, verhalf er der Band Hacienda Brothers aus Tucson, Arizona zu einem Plattenvertrag und arrangierte für sie ein Filmprojekt in Europa.

## Familie
Eddie Tickner war mit Delores Tickner verheiratet, der Ex-Frau von Roger McGuinn und Stiefvater von dessen Söhnen Patrick und Henry McGuinn.

## Nachruf
„Das Erstaunlichste an Eddie Tickner war die Tatsache, dass er seine ganze Karriere hindurch einer der wenigen grundehrlichen Menschen im Musikgeschäft geblieben ist“

## Produktionen/Management
- Etta James
- Odetta
- The Byrds
- Gene Clark
- The Flying Burrito Brothers
- The Gosdin Brothers
- Dillard and Clark
- Gram Parsons
- Emmylou Harris
- Country Gazette
- Clarence White
- Vern Gosdin
- Carlene Carter
- Nicolette Larson
- Gene Parsons
- Bernie Leadon
- Rick Roberts
- Rodney Crowell